# Sansevieria
Sansevieria trong quá khứ là một chi thực vật có hoa của các cây có nguồn gốc từ Châu Phi, đặc biệt là Madagascar và miền nam Châu Á, hiện được đưa vào chi Dracaena trên cơ sở các nghiên cứu phát sinh chủng loại phân tử. Đây là tên thường gọi của khoảng 70 loài trước đây được đặt trong chi này, nổi bật nhất là Lưỡi hổ. Dracaena là một chi thực vật có hoa trong họ Asparagaceae.

## Hình ảnh

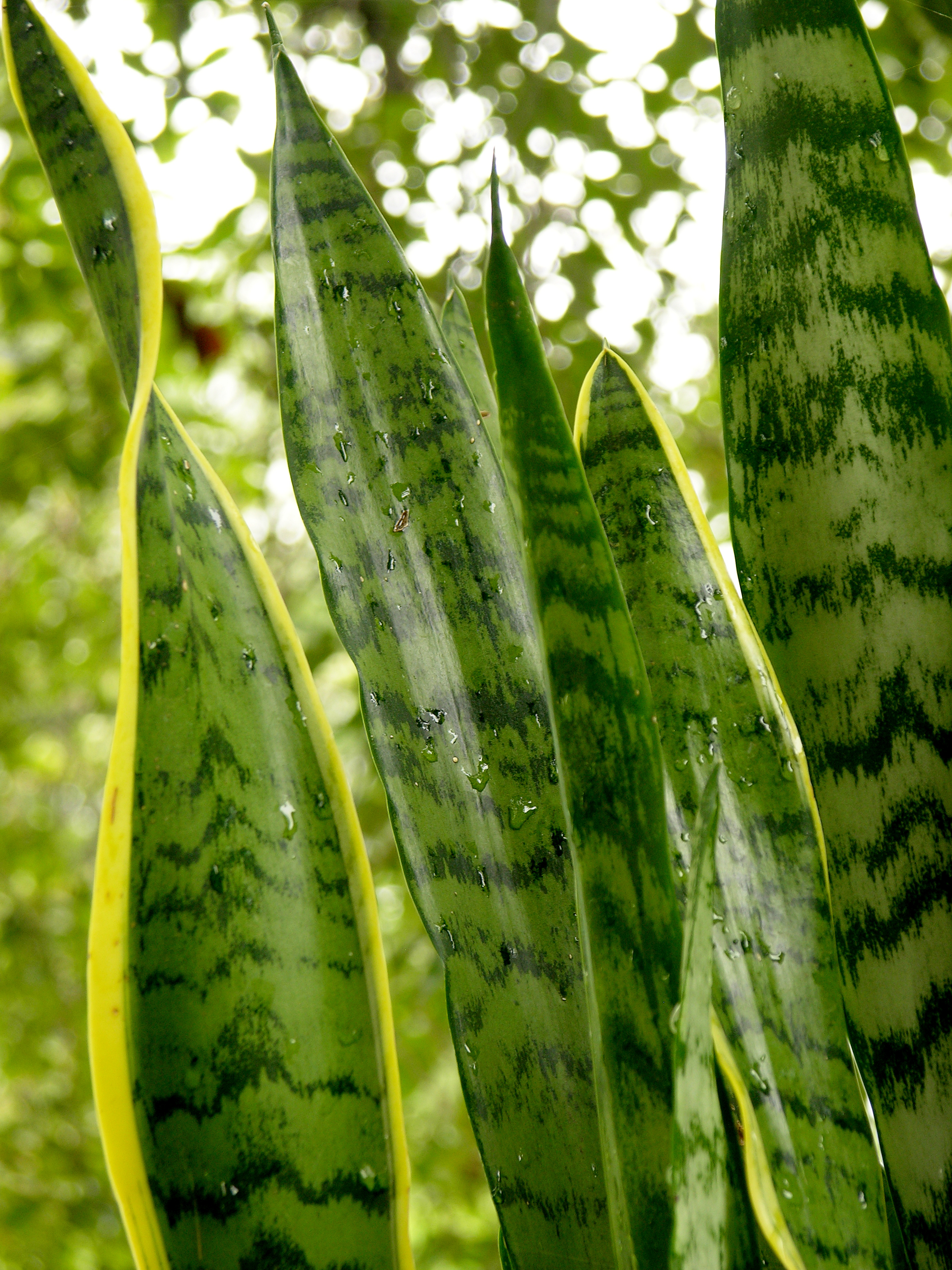
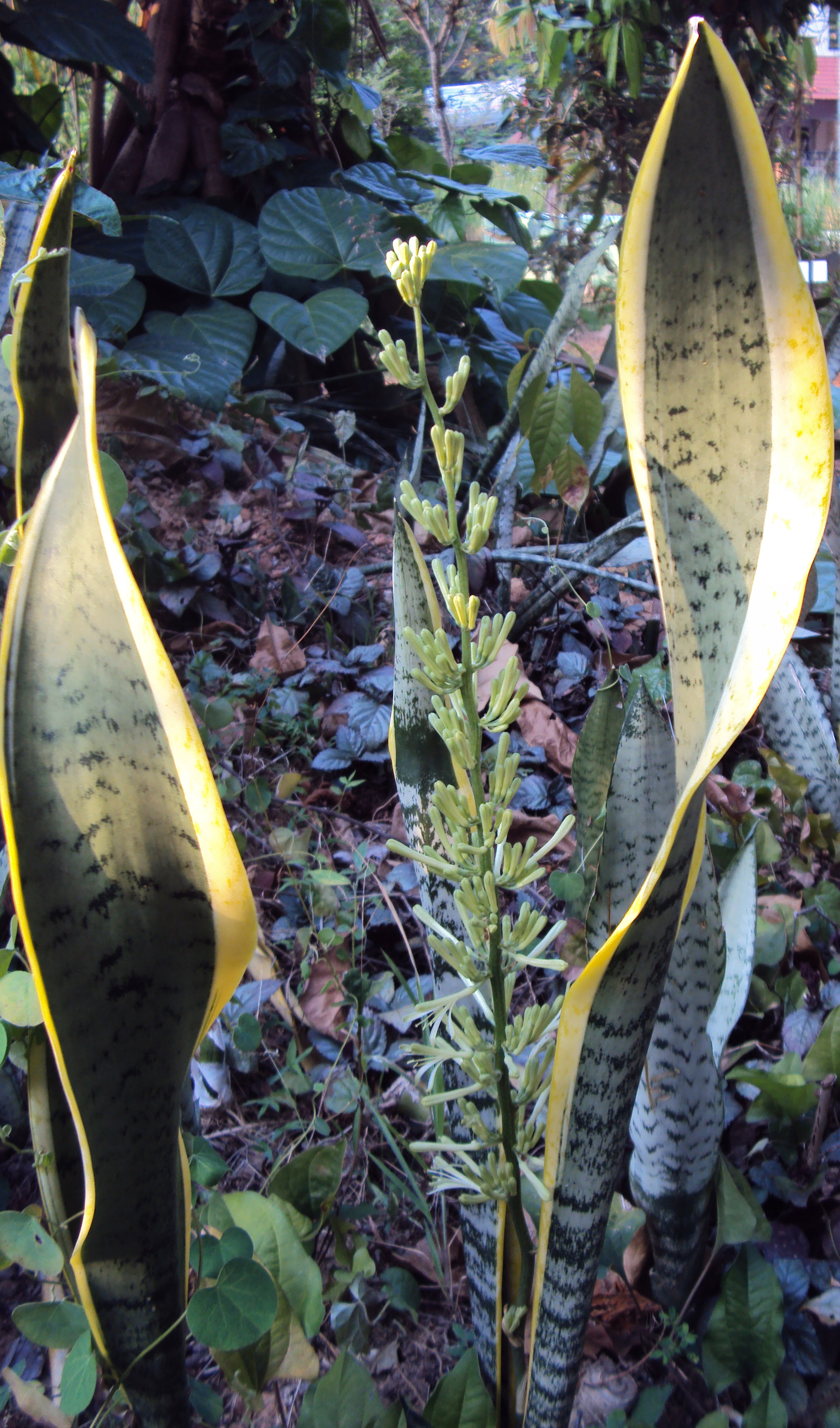
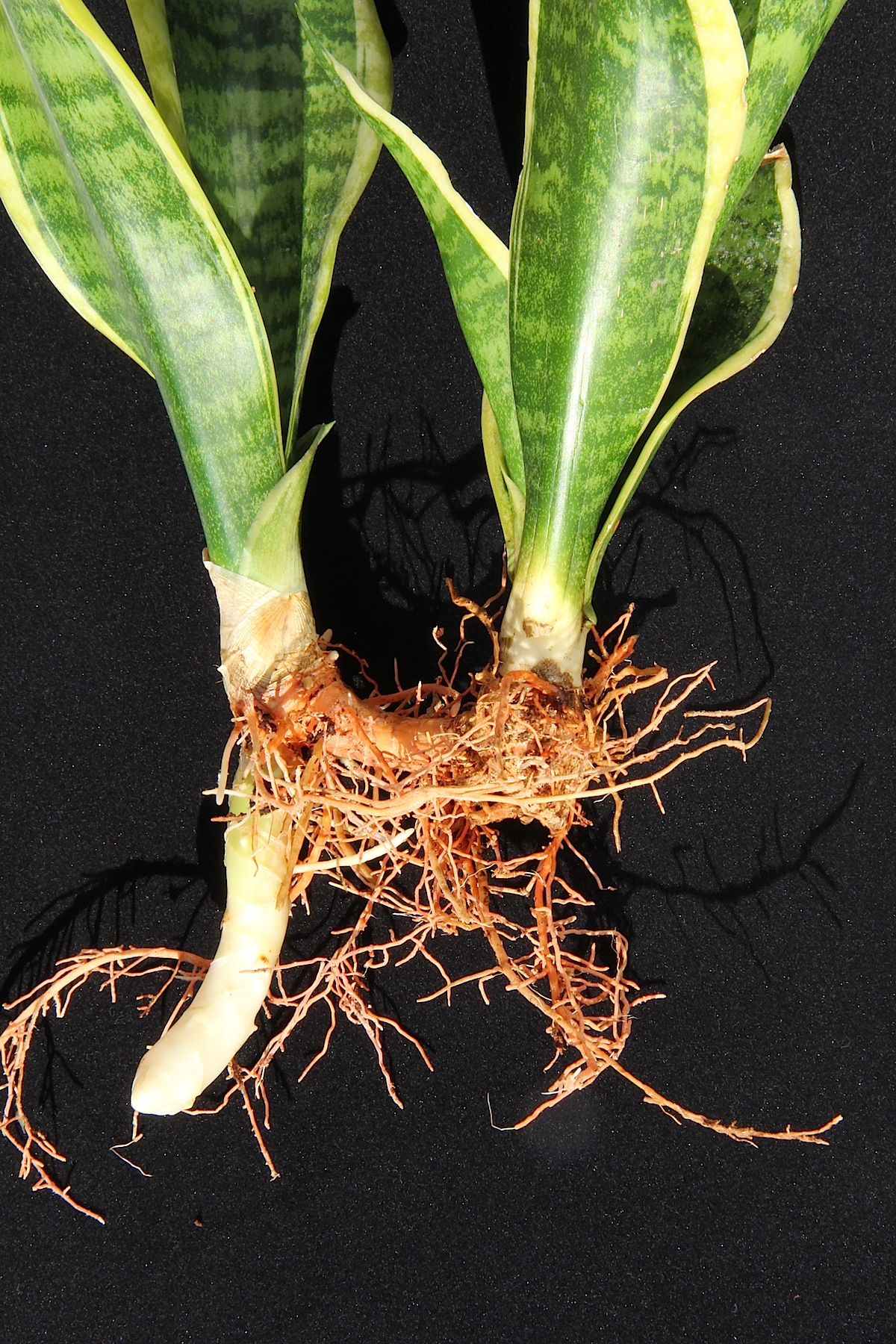